# Djamel Belmadi
Djamel Belmadi, arab. جمال بلماضي (ur. 27 marca 1976 w Champigny-sur-Marne, Francja) – algierski piłkarz grający na pozycji pomocnika.

## Kariera
20-krotny reprezentant Algierii. W swojej karierze grał w takich klubach jak: Paris Saint-Germain, FC Martigues, Olympique Marsylia, AS Cannes, Celta Vigo, Manchester City, Al-Gharafa, Al-Kharitiyath SC, Southampton i Valenciennes FC. Karierę zakończył w 2009 roku, a w 2010 został trenerem. Prowadził m.in. klub Lekhwiya z Kataru oraz reprezentację Kataru.
W 2018 został trenerem reprezentacji Algierii w piłce nożnej, z którą w 2019 zdobył Puchar Narodów Afryki.